# Завгородній Іларіон Захарович
Ларіо́н Захарови́ч Завгоро́дній (16 березня 1897, Кошарка (Юзефівка), Київська губернія — 9 лютого 1923, Київ) — військовий діяч часів УНР, отаман Холодного Яру.

## Життєпис

Пам'ятник отаманові поблизу рідного села Йосипівки на Новомиргородщині

Завгородній Ларіон Захарович (справжнє прізвище Загородній) — народився 16 березня 1897 р. в с. Кошарка (Юзефівка) Златопільської волості Чигиринського повіту Київської губернії.
Закінчив церковно-приходську школу.
Під час Першої світової війни служив у 241-му Пензенському запасному полку. Згодом перевівся в 32-й Сибірський полк, де до січня 1917 року служив підпрапорщиком у кінній розвідці. Згодом — прапорщик. На фронті був отруєний газами. Восени 1917 року демобілізований.
В листопаді — грудні 1918 році разом зі збільшовиченим матросом Поліщуком та «вєлікоросом» Даніловим створив повстанський загін (500 селян).
У 1919 році — під час більшовицької окупації вступив до загону Дорошенка і Цвітковського.
У 1920 — під час Знам'янського повстання влився до загону Василя Кваші. Діяв в Нерубаївському лісі та його околицях.
Згодом приєдналися до 1-ой Олександрійської (Степової) дивізії під керівництвом Костя Блакитного.
Близько трьох місяців Завгородній служив значковим у Степовій дивізії.
В другій половині жовтня 1920 року приєднався до загону Пилипа Хмари, де був чотовим.
1921 року — командир 1-го Холодноярського кінного полку. Діяв у Чигиринському, Олександрійському, Єлисаветградському та інших повітах.
У жовтні 1921 року об'єднав під своїм керівництвом загони Мефодія Голика-Залізняка та Миколи Кібця-Бондаренка.
У 1922 р. — керівник Холодноярської республіки, до складу якої входили: Чигиринський полк Мефодія Голика-Залізняка, Чорноліський полк Дениса Гупала, Лебединський полк Чорного Ворона (Черноусова).
Структурно підпорядковувався Головному отаману Холодного Яру Герасимові Нестеренку-Орлу.
Хоча фактично, у 1922 році Холодноярська організація складалася з двох підрозділів. Першою Холодноярською округою (Єлисаветградсько-Олександрійською) керував Герасим Нестеренко-Орел, Другою (Чигиринсько-Звенигородською плюс Чорний ліс на Єлисаветградщині) — Ларіон Завгородній.
29 вересня 1922 року — арештований разом з багатьма іншими отаманами Холодного Яру та Чорного Лісу у Звенигородці на інспірованому чекістами «з'їзді отаманів».
Під арештом перебував у Лук'янівській в'язниці м. Києва.
2 лютого 1923 року — надзвичайна сесія Київського губернського трибуналу винесла Ларіону Завгородньому смертний вирок.
Загинув 9 лютого 1923 року під час повстання в Лук'янівській в'язниці.
Реабілітований 18 жовтня 2016 року.

## Вшанування пам'яті
Поблизу рідного села Ларіона Завгороднього, поряд із залізничною платформою йому встановлено пам'ятник.
В селі Павлівка Снігурівського району Миколаївської області одну з вулиць названо на честь Ларіона Завгороднього.

### У кінематографі
Іларіон Завгородній згадується у фільмі «Чорний ворон».